# Aarón Díaz
Gilberto Aarón Diaz Spencer (ur. 7 marca 1982 w Puerto Vallarta, w stanie Jalisco) – meksykański aktor, piosenkarz i model.

## Życiorys

### Wczesne lata
Urodzony w Meksyku jako syn Meksykanina i Irlandko-Amerykanki (z domu Spencer), przez kilka lat mieszkał w San Francisco, w Kalifornii, gdzie dorabiał jako model. Ukończył szkołę w San Diego. Po powrocie do Meksyku, gdzie studiował w Centro de Educación Artística of Television.

### Kariera
W wieku dwudziestu lat zadebiutował w telenoweli Klasa 406 (Clase 406, 2002-2003), gdzie także zaśpiewał piosenkę „Never”. W telenoweli Corazones al límite (2004) wystąpił jako Braulio Vallardes Stone u boku Sherlyn i Sary Maldonado. Następnie grał rolę starszego Andrésa Romero w telenoweli Barrera de amor (2005) z udziałem Yadhiry Carrillo. Wystąpił na scenie z Sherlyn w meksykańskiej wersji Grease zatytułowanej Vaselina. W 2006 podpisał umowę z Pedro Damiánem, twórcą Clase 406, i przyjął rolę Alexandra Von Ferdinanda, protagonisty telenoweli Lola...Érase una vez, co (Lola ... Dawno, dawno temu) z Eizą González i Grettell Valdéz, która miała swoją premierę 26 lutego 2007 na Canal 5 w Meksyku.
W sierpniu 2008 zadebiutował jako projektant i przedsiębiorca ubrań o nazwie Perra. W czerwcu 2009 wydał swój album Enamórate de mí. W 2010 ukazała się płyta Aarón Díaz. W sezonie 2010/2011 był głównym bohaterem obok Angelique Boyer i Sebastiána Rulli w najnowszej wersji telenoweli Teresa, grając rolę Mariano.
Jako model współpracował z wieloma znanymi hiszpańskimi i międzynarodowymi markami, w tym Elio Berhanyer i Dolce & Gabbana. Ponadto chodził po wybiegach na całym świecie i regularnie odwiedzał Madrycki Tydzień Mody. W styczniu 2014 był na okładce meksykańskiej edycji magazynu „Men’s Health”.
Wystąpił w produkcjach telewizyjnych takich jak El Talismán (2012), Rosario (2013), Santa Diabla (2013–2014), Los Miserables (2014) i W obronie honoru (2014-2015). 25 września 2016 dołączył do drugiego sezonu serialu Quantico.

## Życie prywatne
Od 29 sierpnia 2009 podczas ceremonii w Las Vegas do 26 lipca 2011 był żonaty z Kate del Castillo. W 2015 roku ponownie się ożenił z argentyńską aktorką Lolą Ponce, z którą ma dwie córki - Erin (ur. 27 lutego 2013) i Reginę (ur. 16 sierpnia 2014 w Miami).

## Wybrana filmografia

### Telenowele
- 2001: Gra życia (El juego de la vida)
- 2003: Klasa 406 (Clase 40g) jako Enrique 'Kike' Gonzalez
- 2004: Corazones al límite jako Braulio Vallardes Stone
- 2005: Barrera de amor jako Andres Romero
- 2007: Lola…Érase una Vez jako Alexander Von Ferdinand
- 2010-2011: Teresa jako Mariano Sánchez Suárez
- 2012: Talizman (El Talismán) jako Antonio Negrete
- 2013–2014: Santa Diabla jako Santiago Cano
- 2014: Los Miserables (2014) jako César Mondragón Bianchi
- 2014–2015: W obronie honoru (Tierra de reyes) jako Arturo Gallardo
- 2016–2017: Quantico jako León Velez
- 2019: Betty en NY jako Ricardo Calderón

### Seriale TV
- 2007: Ulica Sezamkowa (Plaza Sésamo) jako Doutor
- 2011: Pan Am jako Miguel

### Filmy
- 2006: Amor xtremo jako Sebastián
- 2012: Marcelo jako	Marcelo
- 2019: No Manches Frida 2: Paraíso Destruido jako Mario
- 2021: Habit jako ksiądz

## Dyskografia
- 2003: Clase 406
- 2009: Enamórate de mí
- 2010: Aarón Díaz